# Alcides Vieira
Alcides Flaviano Vieira Simões (* 22. Dezember 1981) ist ein ehemaliger brasilianischer Straßenradrennfahrer.
Alcides Vieira wurde 2007 Zweiter bei dem brasilianischen Eintagesrennen Prova Ciclistica 1° de Maio - Grande Prémio Ayrton Senna. Außerdem war er bei dem dritten Teilstück der Tour de Santa Catarina in Porto União erfolgreich. In der Saison 2009 wurde Vieira Zweiter beim Circuito Vale dos Minérios. Bei der Tour de Santa Catarina gewann er die dritte Etappe und wurde Zehnter in der Gesamtwertung.
Am 25. April 2009 wurde Alcides Vieira bei der Tour de Santa Catarina positiv auf EPO getestet, gemeinsam mit den Fahrern Alex Diniz, Cleberson Weber und Alex Arseno. Der brasilianische Verband sperrte ihn und die drei anderen Fahrer daraufhin für zwei Jahre bis April 2011. Die Ergebnisse bei der Tour de Santa Catarina wurden ab der vierten Etappe gestrichen.

## Erfolge
2007
- eine Etappe Tour de Santa Catarina

2009
- eine Etappe Tour de Santa Catarina

2014
- eine Etappe Volta Ciclística Internacional do Paraná

## Teams
- 1995–2000 Cascavel
- 2001–2004 Foz do Iguaçu
- 2005 Iracemapolis
- 2006 Clube DataRo de Ciclismo-Curitiba
- 2007–2008 Clube DataRo de Ciclismo-ponta Grossa
- 2009 Clube DataRo de Ciclismo Cordeiropolis
- 2011 Clube DataRo de Ciclismo-Foz do Iguaçu (ab 1. August)
- 2012 Clube DataRo de Ciclismo

- 2014 Clube DataRo de Ciclismo-Bottecchia